# Dekanat Lublin – Śródmieście
Dekanat Lublin – Śródmieście – jeden z 28 dekanatów w rzymskokatolickiej archidiecezji lubelskiej.

## Parafie
W skład dekanatu wchodzi 5 parafii:
- parafia bł. Władysława Gorala – Lublin
- parafia Nawrócenia św. Pawła Apostoła – Lublin
- parafia św. Jana Chrzciciela i św. Jana Ewangelisty – Lublin
- parafia św. Michała Archanioła – Lublin
- parafia św. Mikołaja – Lublin

Do dekanatu należy także parafia cywilno-wojskowa należąca do Krakowskiego Dekanatu Wojskowego Ordynariatu Polowego Wojska Polskiego:
- parafia cywilno-wojskowa Niepokalanego Poczęcia NMP – Lublin

na terenie dekanatu znajduje się 10 kościołów rektoralnych:
- kościół rektoralny NMP Uzdrowienia Chorych – Lublin
- kościół rektoralny św. Eliasza Proroka – Lublin
- kościół rektoralny św. Wojciecha – Lublin
- kościół rektoralny Niepokalanego Poczęcia NMP – Lublin
- kościół rektoralny św. Stanisława – Lublin
- kościół rektoralny Przemienienia Pańskiego – Lublin
- kościół rektoralny Świętego Ducha – Lublin
- kościół rektoralny Świętego Krzyża – Lublin
- kościół rektoralny św. Jozafata – Lublin
- kościół rektoralny Wniebowzięcia Najświętszej Maryi Panny Zwycięskiej – Lublin

## Sąsiednie dekanaty
Lublin – Podmiejski, Lublin – Południe, Lublin – Północ, Lublin – Wschód, Lublin – Zachód